# Santiago Zenteno
Santiago Zenteno (Ciudad de México, 1990) es un actor de televisión, teatro, cine y modelo mexicano.

## Filmografía

### Telenovelas
| Año       | Título                      | Rol                  |
| --------- | --------------------------- | -------------------- |
| 2023      | Eternamente amándonos       | Melitón Pacheco      |
| 2019-2020 | Soltero con hijas           | Padre Domingo García |
| 2018      | Mi marido tiene más familia | [ 8 ]                |
| 2016      | El hotel de los secretos    | Cristóbal            |

#### Serie de televisión
| Año       | Título                              | Rol               |
| --------- | ----------------------------------- | ----------------- |
| 2024      | Un día para vivir                   | Jorge, 1 episodio |
| 2019      | Juntos el corazón nunca se equivoca | Eduardo Rey       |
| 2018      | Descontrol                          | Eugenio           |
| 2017-2018 | La rosa de Guadalupe                | Varios roles      |
| 2010      | Sentados                            | Enrique           |

### Películas
| Año  | Título                  | Rol    |
| ---- | ----------------------- | ------ |
| 2021 | Operación Feliz Navidad | Genaro |
| 2020 | Monstruosamente solo    | Rocha  |